# Shin'ichi Shinohara
Pour les articles homonymes, voir Shinohara.
Shin'ichi Shinohara (篠原 信一, Shinohara Shin'ichi), né le 23 janvier 1973, est un judoka japonais. S'illustrant dans la catégorie roi des poids lourds (+95 kg puis +100 kg), il était l'adversaire de David Douillet qui l'a notamment battu en finale des Jeux olympiques 2000 de Sydney.

## Palmarès

### Jeux olympiques
- Médaille d'argent en +100 kg aux Jeux olympiques de 2000 à Sydney  Australie.

### Championnats du monde de judo
- Médaille de bronze en toutes catégories aux Championnats du monde de judo 1995 de Chiba ( Japon).
- Médaille d'argent en +95 kg aux Championnats du monde de judo 1997 de Paris ( France).
- Médaille d'or en toutes catégories aux Championnats du monde de judo 1999 de Birmingham ( Royaume-Uni).
- Médaille d'or +100 kg aux Championnats du monde de judo 1999 de Birmingham ( Royaume-Uni).
- Médaille de bronze en +100 kg aux Championnats du monde de judo 2001 de Munich ( Allemagne).

### Autres
- 2 victoires au Tournoi de Paris.